# Bente Moe
Bente Moe (* 2. Dezember 1960) ist eine ehemalige norwegische Marathonläuferin.
Einem sechsten Platz beim London-Marathon 1984 folgte 1985 ein fünfter beim Houston-Marathon. 1986 wurde sie Dritte in Houston und Sechste bei den Leichtathletik-Europameisterschaften in Stuttgart. Im Jahr darauf siegte sie in Houston und wurde Vierte bei den Leichtathletik-Weltmeisterschaften in Rom. 1988 wurde sie Fünfte beim Great North Run. 
1991 gewann sie zum zweiten Mal nach 1983 den Oslo-Marathon und holte sich damit den Norwegischen Meistertitel. 1992 siegte sie beim Frankfurt-Marathon, 1993 beim Vienna City Marathon.

## Persönliche Bestzeiten
- 10.000 m: 32:59,68 min, 28. Juni 1987, Göteborg
- Halbmarathon: 1:11:54 h, 24. Juli 1988, South Shields
- Marathon: 2:32:36 h, 25. Oktober 1992, Frankfurt